# 科茲利夫卡 (普季夫利區)
51°13′57″N 34°0′52″E / 51.23250°N 34.01444°E
科茲利夫卡（烏克蘭語：Козлівка）是位於烏克蘭東北部的村莊，由蘇梅州科諾托普區的新斯洛博達市鎮負責管轄。該村處於謝伊姆河右岸，分別距離恰普利希2.5公里和松采韋3公里，海拔高度135米，2001年人口308。